# Peregrina (canción)
Peregrina es una canción de la trova yucateca escrita por el poeta Luis Rosado Vega en dedicatoria a la periodista estadounidense  Alma Reed y musicalizada por el trovador y compositor Ricardo Palmerín. Está ligada a la romántica historia entre el entonces gobernador yucateco Felipe Carrillo Puerto y la periodista estadounidense Alma Reed, corresponsal y enviada especial del New York Times a la ciudad de Mérida, Yucatán, México. Felipe Carrillo Puerto fue más tarde derrocado del poder y fusilado. Su recuerdo perdura hasta nuestros días tomando tintes de leyenda.

## La letra dePeregrina
Así es como el propio Rosado Vega, autor de la letra, relata cómo surgió la famosa canción Peregrina:

"La letra fue simple consecuencia de una lluvia primaveral. Llovió copiosamente una tarde, y esta lluvia auspició una noche espléndida. Teatro, la Casa del Pueblo durante un festival. Concluido éste, nuestro inolvidable Felipe Carrillo Puerto, Alma Reed –la singular, por bella, periodista norteamericana, pero del sur de los Estados Unidos, o sea de San Francisco, California– y yo debíamos asistir a un convivio en la casa del maestro Filiberto Romero, director de la Escuela de Música. En el auto iba Alma sentada entre Felipe y yo. Entramos en el suburbio de San Sebastián. Con el aguacero de la tarde la tierra había abierto sus entrañas, y despedía de ella misma ese grato y sugestivo aroma de la tierra cuando acaba de ser fecundada por la lluvia. [...] y Alma dilató el pecho como para absorber a pleno pulmón aquellas fragancias y dijo: ¡Qué bien huele! Le salí al paso con una frase simplemente galante: –Todo huele bien porque usted pasa. Tierra, flores, quisieran besarla y por eso llegan a usted con sus perfumes. Dijo Felipe al punto: –Eso se lo vas a decir en un verso. Contesté: –Se lo diré en una canción. Alma rió argentinamente. Así reía. Concluido el convivio y ya en mi casa, compuse la letra. No podía olvidar a Palmerín. En la mañana siguiente lo busqué y se la di. Dos días después ya había nacido la canción. Y eso fue todo."
Luis Rosado Vega.

Se cita la primera estrofa de la canción:

## Intérpretes
- Jorge Negrete
- Plácido Domingo
- [Trio Calaveras]
- [Los Montejo] [Los Duendes del Mayab]